# Xã Center, Quận Greene, Pennsylvania
Xã Center (tiếng Anh: Center Township) là một xã thuộc quận Greene, tiểu bang Pennsylvania, Hoa Kỳ. Năm 2010, dân số của xã này là 1.267 người.